# Tuscània
Tuscània va ser una ciutat de la part sud d'Etrúria, uns 20 km al nord-est de Tarquínia.
Només la menciona Plini el vell que la inclou entre els municipis dels etruscs. La Taula de Peutinger la situa a la Via Clòdia, entre Blera i Satúrnia, però d'una manera poc definida i no esclareix realment la seva situació. Era una ciutat petita, que no es menciona més per cap altre historiador, i possiblement depenia de Tarquínia. S'han trobat a les ruïnes de la ciutat moltes tombes etrusques, i el seu contingut està repartit entre diversos museus.
Posteriorment va rebre el nom de Toscanella i des del segle xix torna a dur el nom de Tuscània. Es conserven encara alguns edificis menors i part d'una muralla de l'època romana.
Toscanella és una població de la província de Roma, Itàlia, a al nord-est de Corneto i en un petit turó a 545 m sobre el nivell del mar. Encara conserva les muralles medievals amb les seves torres. A l'antic turó de la ciutadella hi ha l'església romànica de San Pietro, pertanyent a quatre èpoques diferents, construïdes entre el 739, el 1093 (data de la reconstrucció de la cripta), mitjans del segle xii i finals del segle xii en forma de basílica romana, o sigui, una nau central, dues naus laterals i un absis. L'elaborada façana amb la seva rosassa també pertany al segle XII. L'església de Santa Maria a la vall propera es va construir entre el 1050 i el 1206, i té una façana semblant i un campanar quadrat. A la vila hi ha altres dues esglésies romàniques.